# Áger

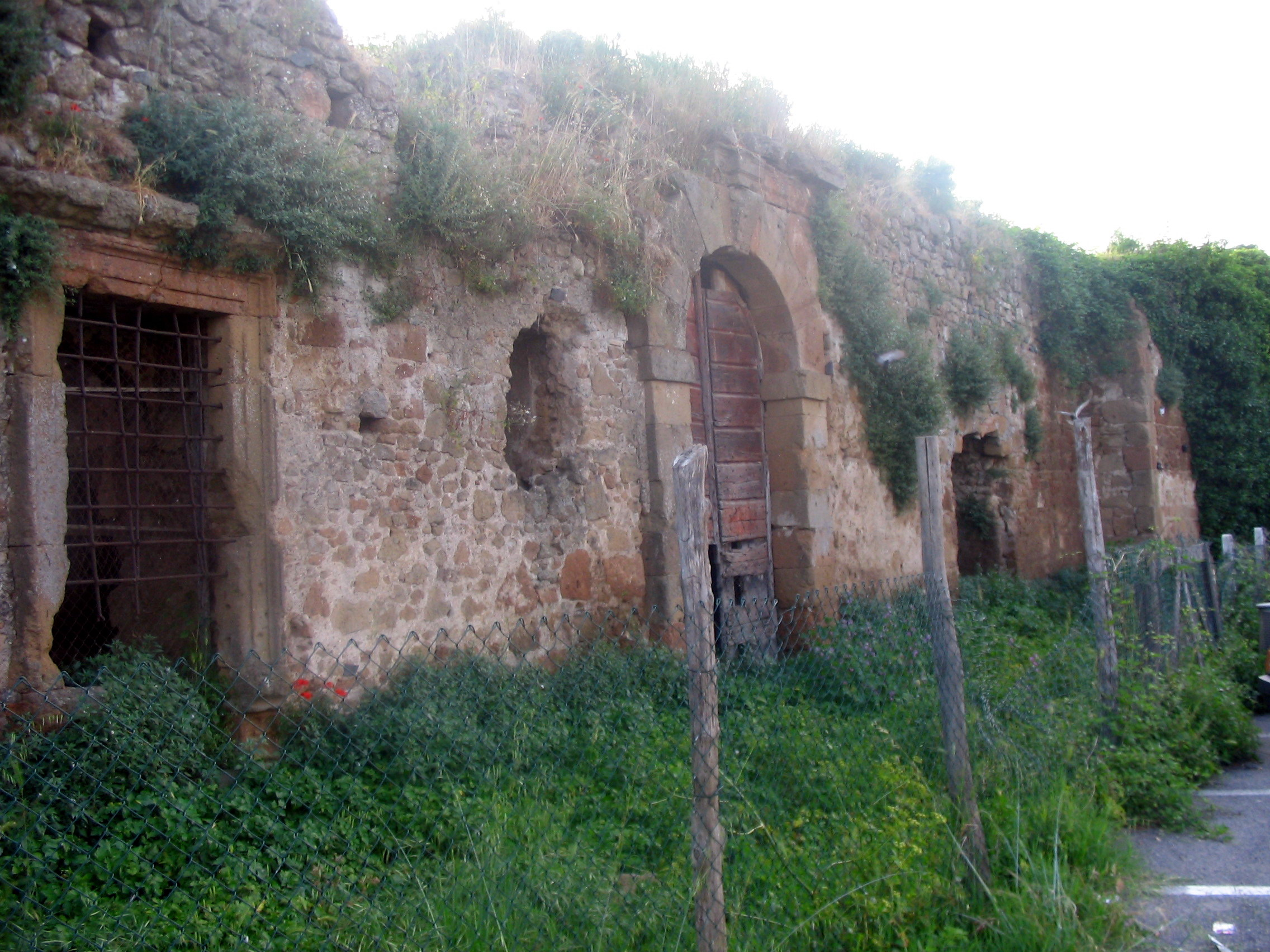
Restos do áger de Ardea, na Itália

Áger (em latim: Agger; de ad + gero), na Roma Antiga, era uma termo aplicado à construção de madeira e terra que erguia-se no interior das muralhas de uma cidade sob sítio. Nestas circunstâncias, o áger era gradualmente expandido até igualar-se ou encimar os muros. Segundo relatado pelos Comentários sobre a Guerra Gálica, durante o cerco de Avárico, Júlio César teria erguido em 25 dias um áger de 100,5 metros de largura e 24,38 de altura.
O termo também foi aplicado para a trincheira ou baluarte de terra, com uma paliçada ou muro, que rodeava os castros romanos (acampamentos) e era protegida, à frente, por um fosso que rodeava o acampamento. O áger dos castros geralmente media de ca. 2,5 metros de largura a 2 de profundidade, sendo que durante ataques sua profundidade era estendida para ca. 3,5 metros. Geralmente afixava-se estacas afiadas sobre o áger, que era então chamado valo.
Uma terceira acepção remete-se ao aterro utilizado nas estradas romanas para garantir-lhes a base de drenagem apropriada. O áger das estradas erigia-se por etapas: escavava-se a linha da estrada, construía-se uma fundação firme, reenchia-se a fundação e comprimia-se o solo, adicionava-se mais terra proveniente de valas de drenagem ou fossas cavadas em um ou ambos os lados da estrada e, finalmente, pavimentava-se com camadas graduais de pedra e godo. Em estradas mais importantes os ágeres podiam medir de 1,20 a 1,50 metro de altura e de 13,50 a 15 metros de largura.